# Cheiloneurus giraulti
Cheiloneurus giraulti is een vliesvleugelig insect uit de familie Encyrtidae. De wetenschappelijke naam is voor het eerst geldig gepubliceerd in 2005 door Trjapitzin & Zuparko.